# Amerikanische Pferdebremse
Die Amerikanische Pferdebremse (Tabanus americanus, englisch: American Horse Fly) ist eine Art der Fliegen aus der Familie der Bremsen (Tabaniidae), die in weiten Teilen Nordamerikas vorkommt. Es handelt sich um die weltweit größte Art der Bremsen. Sie wurde 1771 von Johann Reinhold Forster wissenschaftlich beschrieben.

## Merkmale
Tabanus americanus ist eine sehr große Art der Bremsen, sie erreicht eine Körperlänge von 20 bis 28 Millimeter und ist damit etwa so groß bis etwas größer als die in Mitteleuropa lebende Pferdebremse (Tabanus sudeticus). Damit ist sie die größte Art der Bremsen weltweit. Der Körper ist kräftig und breit gebaut.
Der Thorax ist braun bis grauschwarz gefärbt und mit grauen Haaren besetzt. Die Segmente des Hinterleibs sind rotbraun bis schwärzlich mit kurzen grauen Haaren am Rand, der Hinterrand der Segmente ist hell. Der Kopf ist aschgrau, die Facettenaugen sind einfarbig grün und die Antennen rotbraun.

## Vorkommen

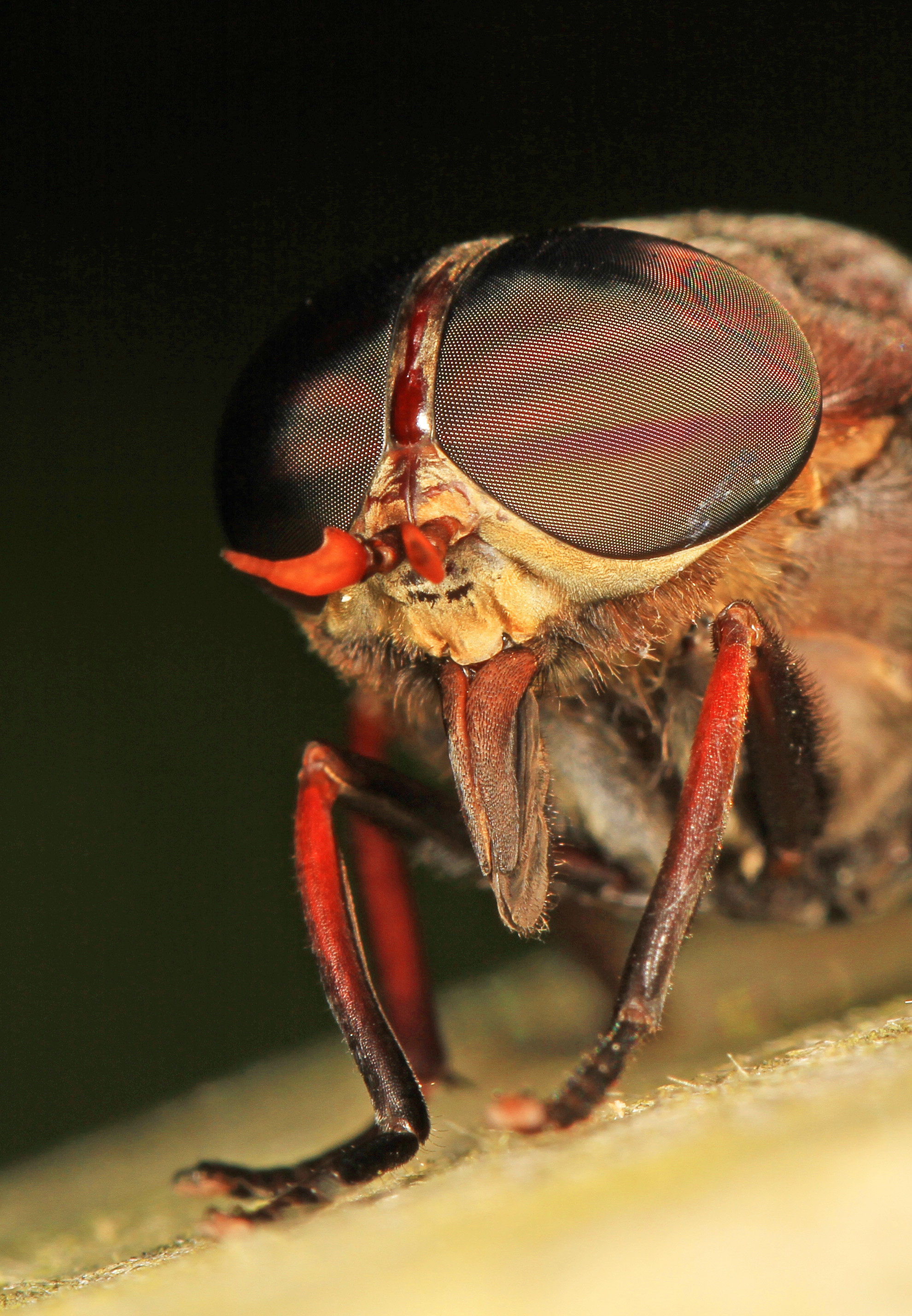
Amerikanische Pferdebremse, Frontalansicht

Der Tiere kommen im größten Teil von Nordamerika vor. Das Verbreitungsgebiet reicht dabei von Süden der Vereinigten Staaten und dem nördlichen Mexiko nach Norden bis nach Neufundland und die Nordwest-Territorien in Kanada.

## Lebensweise
Tabanus americanus ist vor allem in Regionen mit Feuchtgebieten anzutreffen, bevorzugte Lebensräume sind Sumpfgebiete, Marschland und Tümpelregionen.
Die Männchen sind Blütenbesucher und ernähren sich von Pollen und Nektar. Die Weibchen ernähren sich dagegen vom Blut größerer Säugetiere, die sie mit ihren Mundwerkzeugen stechen. Die dabei entstehenden Wunden bleiben über längere Zeit offen und gerinnen nicht, da der Speichel der Bremsen einen Gerinnungshemmer enthält. Bei Massenbefall können die Wirte durch die Bremsen einen erheblichen Blutverlust erleiden.
Die Weibchen legen ihre Eier in Eipaketen auf Pflanzenteile oberhalb von Süßwasservorkommen, in die die Larven nach dem Schlüpfen fallen und in denen sie sich entwickeln. Sie entwickeln sich über zwei Jahre und überwintern im schlammigen Grund der Gewässer. Die Verpuppung und Emergenz der Imagines erfolgt im Frühjahr. Die Männchen sind kurzlebig und sterben kurz nach der Paarung, die Weibchen überleben bis in den Herbst.

## Systematik
Tabanus americanus ist eine eigenständige Art in der Gattung Tabanus Carl von Linné, 1758, die aus mehr als 450 Arten besteht und weltweit verbreitet ist. Sie wurde von dem deutschen Entomologen Johann Reinhold Forster im Jahr 1771 wissenschaftlich erstbeschrieben.

## Belege
1. ↑  
Tabanus americanus auf bugguide.net; abgerufen am 2. August 2021.
2. 1 2 3 4 5 6  
Margery Milne, Susan Rayfield: The Audubon Society field guide to North American insects and spiders. New York 1980, ISBN 0-394-50763-0, S. 652 (englisch).
3. ↑  
Tabanus (Linne, 1753) bei BioLib; abgerufen am 2. August 2021.